# Lollipop (песня Лила Уэйна)
Lollipop (рус. Леденец) — первый сингл с шестого студийного альбома американского рэпера Lil Wayne Tha Carter III. Эта песня записана со Static Major и спродюсировано Deezle и Jim Jonsin. Lollipop продержался 5 недель на первом месте в Billboard Hot 100 и стал самым успешным синглом в сольной карьере Lil Wayne.
За 2 недели до релиза в возрасте 33 лет скоропостижно скончался один из исполнителей песни Static Major, таким образом, впоследствии сингл стал седьмым по счёту посмертным дебютом лидерства в Billboard Hot 100. Было записано несколько вариантов песни. Сингл занял седьмое место на MTV в песнях 2008 года и первое место по версии BET и стал самым скачиваемым рингтоном 2000-х.

## Видео
Видео на Lollipop было снято в Лас-Вегасе в резиденции Гевина Малуфа в Southern Highlands Golf Club. Премьера видео состоялась 12 марта 2008 года на телеканале BET.В апреле того года сингл достиг первого места на TRL на телеканале MTV.

## Награды и чарты
В феврале 2009 года сингл выиграл Гремми в номинации «Лучшая рэп-композиция» («Best Rap Song»).
28 марта 2008 года сингл переместился с 85 места на 9, запрыгнув сразу на 76 строк вперед в Billboard Hot 100. До этого такой успех Lil Wayne достиг в 2004 году синглом Go DJ, который добрался на 14 место Billboard Hot 100 на первой неделе, на 7 — на следующей и на второе — 17 апреля 2004 года. Lollipop, достигший первого места, также является первым синглом № 1 и для самого Weezy

## Ремиксы
Официальный ремикс песни представили Kanye West и Static Major. Остальные ремиксы представлены такими рэперами как Young Jeezy, Nicki Minaj, Kurupt, Ace Hood, Gorilla Zoe, Tekitek, Rasheeda и Khia.

## Места в чартах
| Chart (2008)                         | Peak position |
| ------------------------------------ | ------------- |
| Australian Singles Chart             | 69            |
| Canadian Hot 100                     | 1             |
| Danish Singles Chart                 | 88            |
| Dutch Singles Chart                  | 76            |
| German Singles Chart                 | 97            |
| Irish Singles Chart                  | 76            |
| New Zealand Singles Chart            | 94            |
| Swedish Singles Chart                | 69            |
| UK Singles Chart                     | 69            |
| U.S. Billboard Hot 100               | 1             |
| U.S. Billboard Hot R&B/Hip-Hop Songs | 1             |
| U.S. Billboard Hot Rap Tracks        | 1             |
| U.S. Billboard Pop 100               | 69            |